# ベンガルール・メトロ
ベンガルール・メトロ (英語: Bengaluru Metro、カンナダ語: ಬೆಂಗಳೂರು ಮೆಟ್ರೋ)はインドのベンガルール（旧称バンガロール）における大量輸送機関（地下鉄）である。メトロは Bengaluru Metro Rail Corporation Ltd (ベンガルール地下鉄株式会社、BMRCL)によって管理されている。愛称はナンマ・メトロ（英語: Namma Metro、カンナダ語: ನಮ್ಮ ಮೆಟ್ರೋ、日本語訳：我らの地下鉄）。
最初の開通区間であるBaiyappanahalli 駅からMG Road 駅までの区間は2011年10月20日に開業した。

運行中、建設中、計画中の路線が記載されたベンガルールの地下鉄と郊外鉄道の地図

## 歴史

### 建設された背景
ベンガルールにおける大量輸送機関は1970年代には既に考えられていたが、計画が実際に始動したのは2003年からであり、カルナータカ州政府がデリー・メトロ計画を成功させた DMRC（デリー・メトロ公社）を参加させ、ベンガルール・メトロの準備調査を依頼したことから始まる。インド政府のコンサルタント会社である RITES Limited などは2006年4月まで動かなかった。建設の理由としては、域内移動時間の短縮、街での交通事故や燃料使用量の削減、環境汚染の低減などが挙げられている。
計画の概要は DMRC によって立案され、RITES は計画をいくつかの段階に分け、第一段階（フェーズ1）として高架橋と地下トンネルを組み合わせた総延長33 kmの路線、駅数32個を整備することをまとめた。軌間についてはデリー・メトロの多くの路線や、インド鉄道（国鉄）の路線が採用する1,676 mmの広軌ではなく、1,435 mmの国際標準軌の採用が提案された。
フェーズ1の建設は2005年に開始される予定であったが、州政府はこの建設が経済的に適切か否か、町にふさわしいか否かということで議論したため2006年2月にまでずれ込んだ。同年4月25日に、インド政府は5,400クローネ（540億ルピー）の予算ででプロジェクトを承認した。後にこれは11,609クローネ（1,160億9千万ルピー）に膨れ上がった。
2006年6月24日、当時インドの首相であったマンモハン・シンによって礎石がおかれた。2007年4月15日には最初の区間となる Mahatma Gandhi Road と  Baiyappanahalli 間の建設が始まった。
2007年、BMRCL は北部への延伸計画と南部への延伸計画の一部を前倒しして、フェーズ1で建設する区間に取り入れると発表した。これによりフェーズ1で建設される区間は2つの路線の合計42 km、駅数は40に拡大した。この計画によりメトロはベンガルール外環状線道路（Outer Ring Road）と繋がり、Peenya などの工業地帯に達することになった。州政府はこの計画変更に伴う追加予算1,592クローネ（159億2千万ルピー）を2008年10月に承認した。
当初の計画では最初の路線は2010年3月に開業する予定であった。しかし、建設の遅れから BMRCL はこれを同年12月に変更、さらに2011年4月、同年9月と度々延期された。最終的に同年10月20日午後4時に一般向けに開業した 。今回開業したのはフェーズ1で建設予定の2つの路線のうちの一つ、パープルライン（Purple Line）である。
メトロ開業の反響は大きく、BMRCL の発表によれば開業後3日間で約17万人の利用があったという。開業後早々から通勤でメトロを利用する人々も現れており、開業後12日間で売り上げは1クローネ（1千万ルピー）に達した。

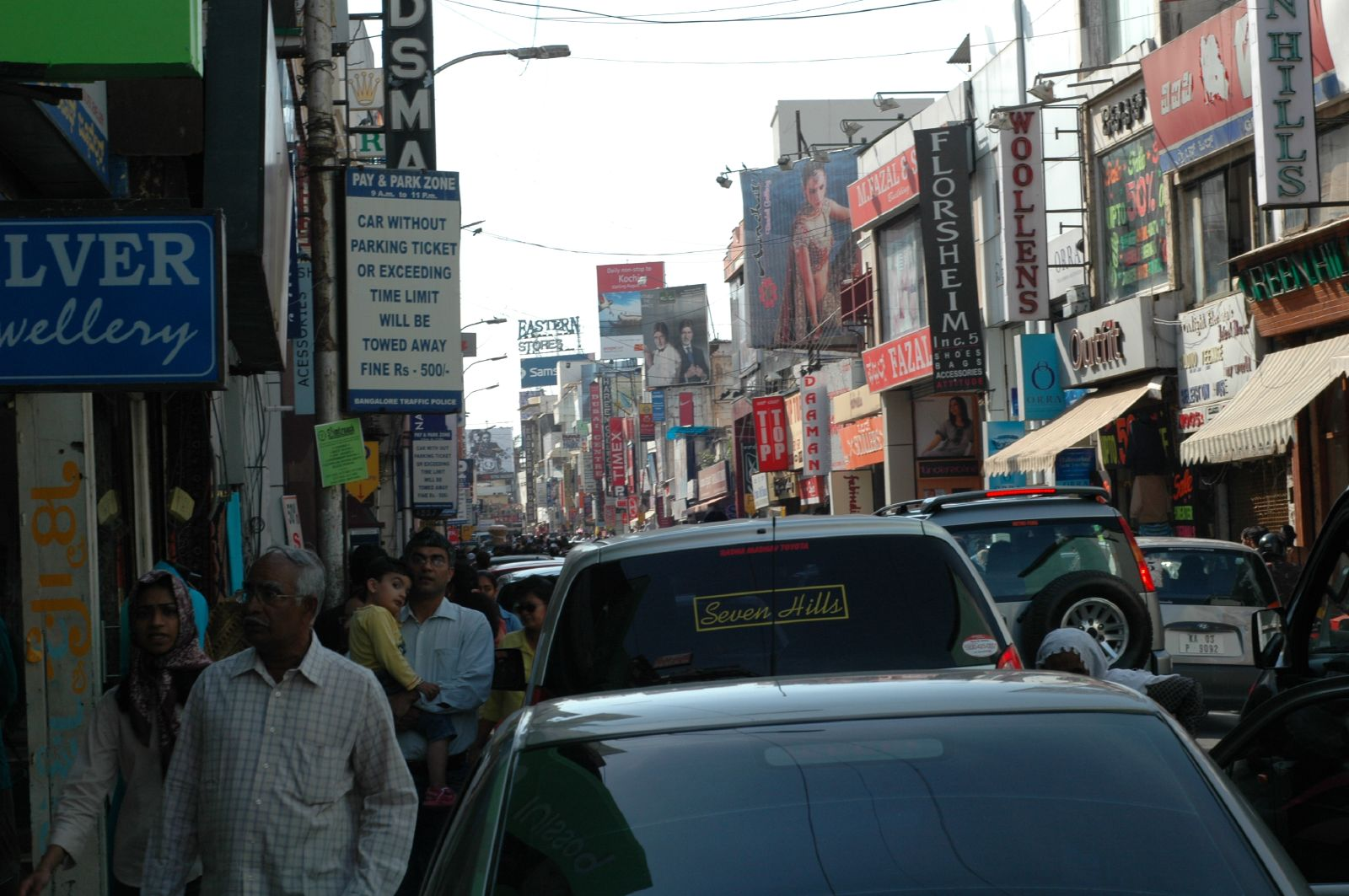
混雑するベンガルールの市街地
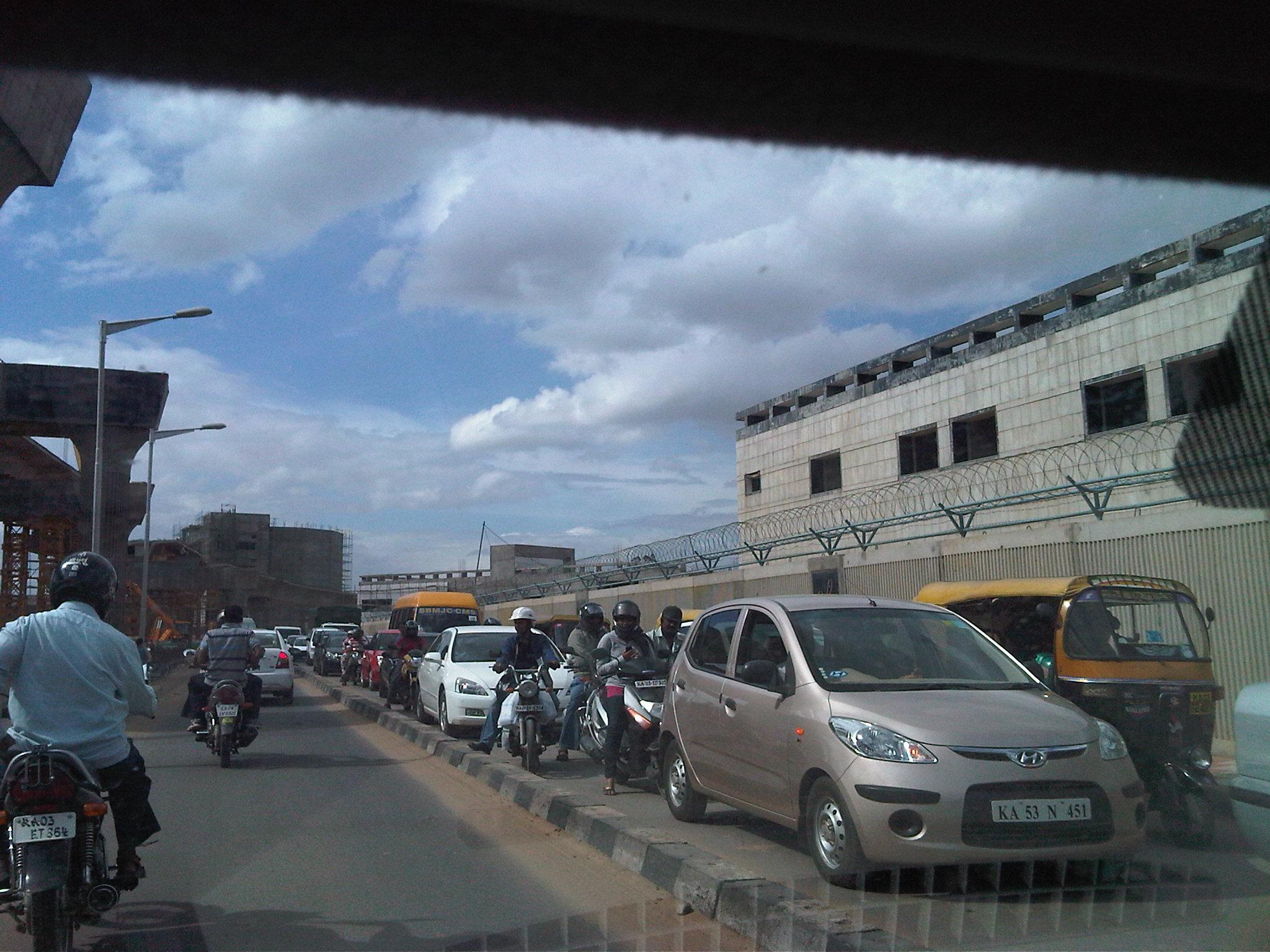
深刻な交通渋滞も建設理由の一つとなった。後方は建設の進むメトロの駅。
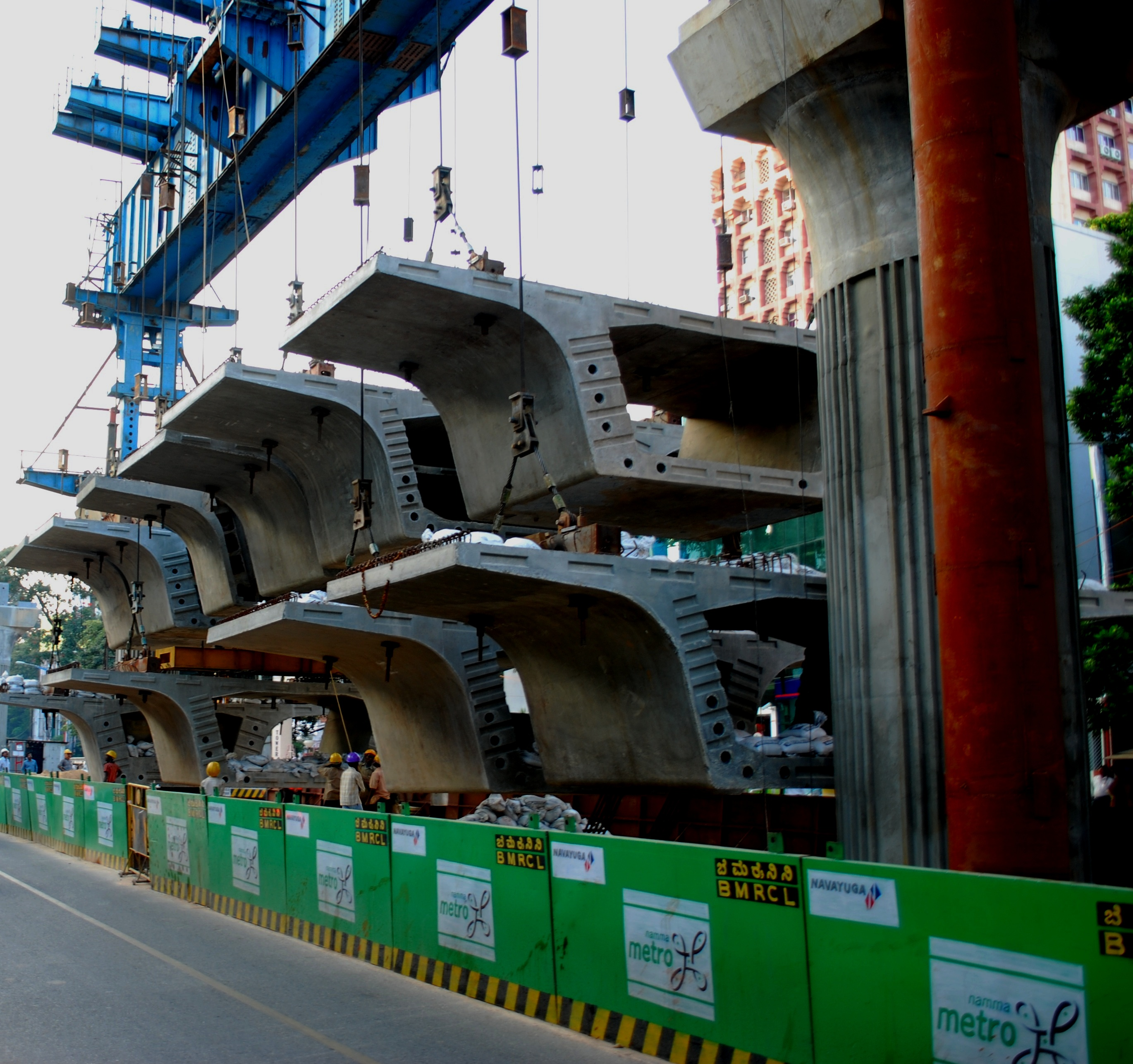
建設が進む高架橋。2008年12月
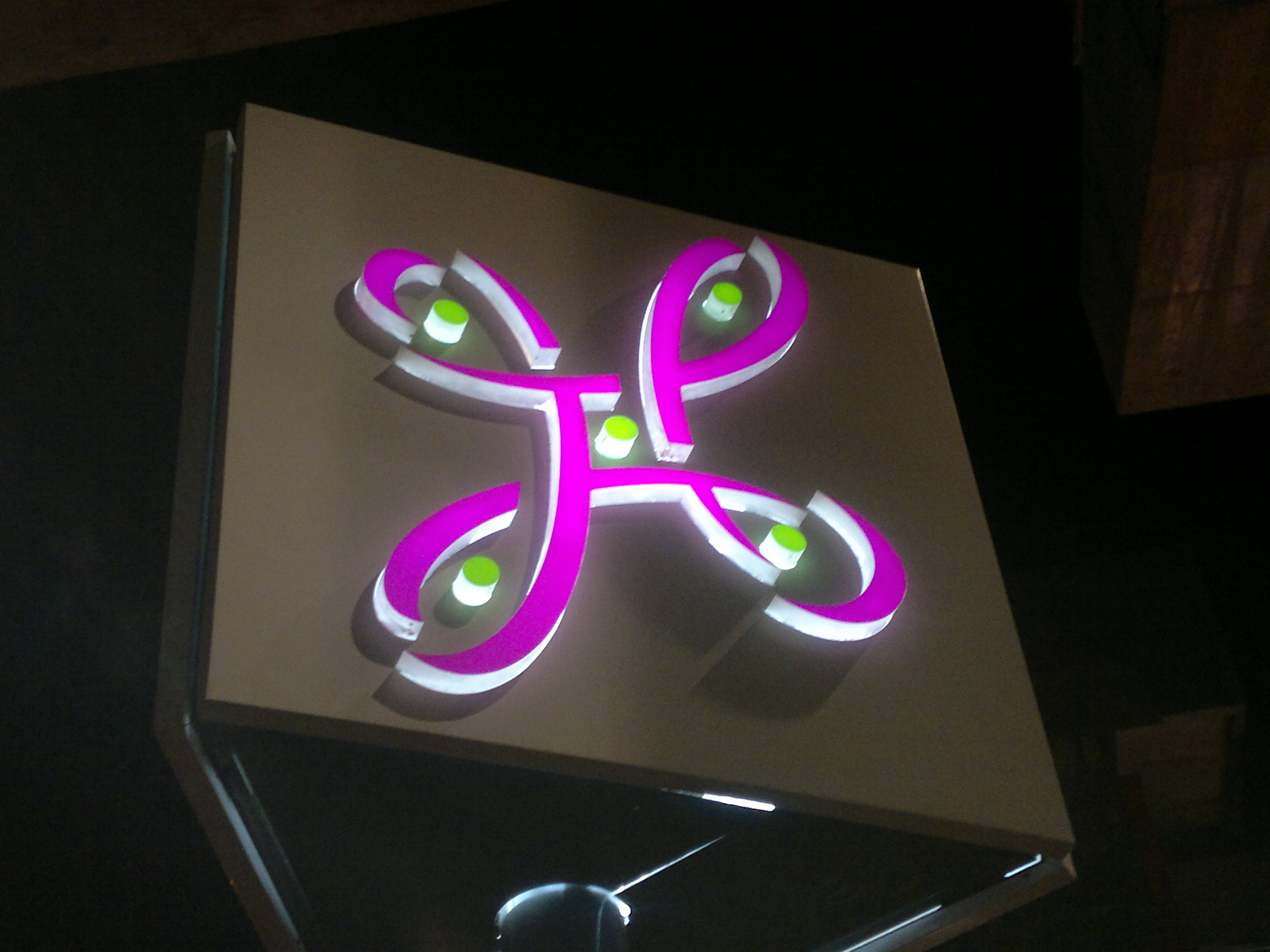
メトロのシンボルマーク

### 建設
ベンガルール・メトロの建設はいくつかの段階（フェーズ, phase）に分けられており、1つのフェーズの中にはいくつかの短期目標 (リーチ、reach) が設定されている。

#### フェーズ1
フェーズ1では2路線が整備され、路線の総延長は42 km、駅数は41である。
| 路線名                         | 高架区間 (km) | 地下区間 (km) | 総延長 (km) | 駅数 |
| ------------------------------ | ------------- | ------------- | ----------- | ---- |
| パープル・ライン (Purple Line) | 13.22         | 4.88          | 18.10       | 17   |
| グリーンライン (Green Line)    | 20.20         | 4             | 24.20       | 24   |
| 2路線合計                      | 33.42         | 8.88          | 42.30       | 41   |

| Reach               | 区間                      | 区間                      | 開業日         |
| ------------------- | ------------------------- | ------------------------- | -------------- |
| Reach-1 (east)      | Baiyyappanahalli          | Mahatma Gandhi Road       | 2011年10月20日 |
| Reach-2 (west)      | Mysore Road               | Magadi Road               | 2015年11月15日 |
| 地下区間 (東西方向) | Mahatma Ghandi Road       | Magadi Road               | 2016年4月30日  |
| Reach-3 (north)     | Sampige Road              | Yeswanthpur               | 2014年3月1日   |
| Reach-3A (north)    | Yeswanthpur               | Peenya Industry           | 2014年3月1日   |
| Reach-3B (north)    | Peenya Industry           | Nagasandra                | 2015年5月1日   |
| 地下区間 (南北方向) | Sampige Road              | National College          | 2017年6月18日  |
| Reach-4 (south)     | National College          | Rashtreeya Vidyalaya Road | 2017年6月18日  |
| Reach-4A (south)    | Rashtreeya Vidyalaya Road | Yelachenahalli            | 2017年6月18日  |

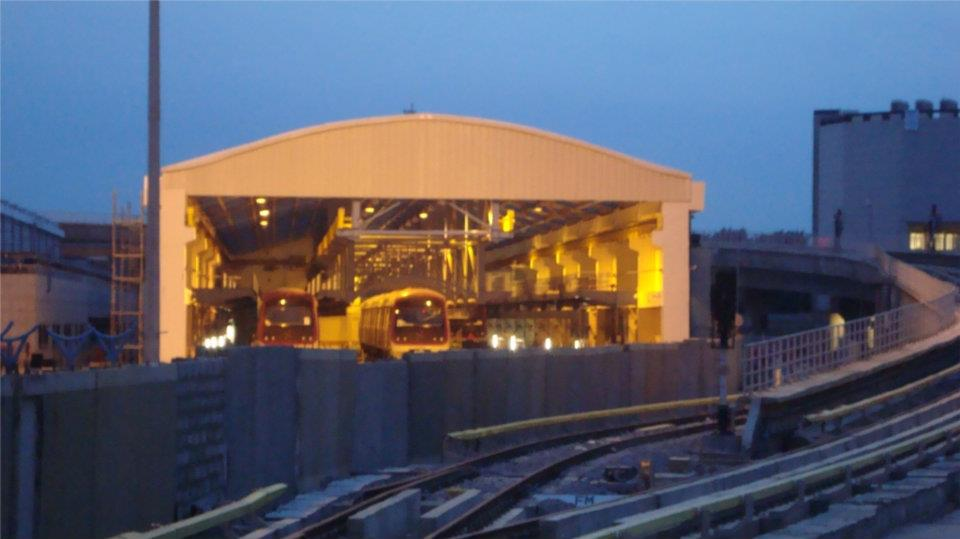
パープルラインの車庫は baiyappanahalli 駅構内にある。

#### フェーズ2
フェーズ1の全てが完成した後にはフェーズ2,2A,2Bが予定されている。このフェーズでは既存2路線の延伸に加えて、新規3路線の計画がある。

#### フェーズ3
既存路線の延伸及び新規2路線の計画がある。

## 路線
| 路線名         | 最初の区間の開業(予定)日 | 最後の延伸日   | 駅の数 | 延長 (km) | 区間                     | 区間           |
| -------------- | ------------------------ | -------------- | ------ | --------- | ------------------------ | -------------- |
| パープルライン | October 20, 2011         | April 30, 2016 | 36     | 40.1      | ホワイトフィールド       | ケンゲリ       |
| グリーンライン | March 1, 2014            | June 18, 2017  | 32     | 34.3      | BIEC                     | アンジャナプラ |
| イエローライン | (March 2022)             |                | 16     | 18.8      | RV 道                    | ボッマサンドラ |
| ピンクライン   | (June 2024)              |                | 18     | 22.9      | ゴッティゲレ             | ナーガワラ     |
| ブルーライン   | (2027)                   |                | 30     | 45.0      | センター シルク ボールド | 国際空港       |
| 線6            | (2035-)                  |                |        | 32        | カルメララム             | ヤラハンカ     |
| 線7            | (2035-)                  |                |        | 21        | マラタハッリ             | ホサケレハッリ |

## 車両
車両はステンレス車体の3両編成で、両端の2両がモーターを持つ動力車、中間の車両が付随車であり、MT比（動力車 Motored car 付随車 Trailer car の比率）は2M1T となっている。車両連結面 (gangways) は広く作られ、車両間の移動は楽に行える。空調装置の設置位置はアクセスしにくい位置に設置されているものの、多くの機能が自動化されており、運転士が自由に調節できる。
1編成3両で定員は約1000人である。ロングシートを採用することで床面積は広く立ち客に都合が良くなっている。最高速度は80 km/hである 。
入札には鉄道車両メーカーの御三家であるボンバルディア・トランスポーテーション (Bombardier Transportation)、シーメンス (Siemens)、アルストム・トランスポール (Alstom Transpor) がそれぞれ参加、これに対してインド国営の重工業メーカーBEMLは Projects India Ltd、日本の三菱、韓国の現代ロテムなどと連合を組んで（コンソーシアム）対抗した。2009年2月、BEML率いるコンソーシアムがフェーズ1の50編成150両の契約を落札した。三菱は車両の電装品を、BEMLとロテムは車体や台車を納入することになる。2010年12月には最初の試運転が行われた。

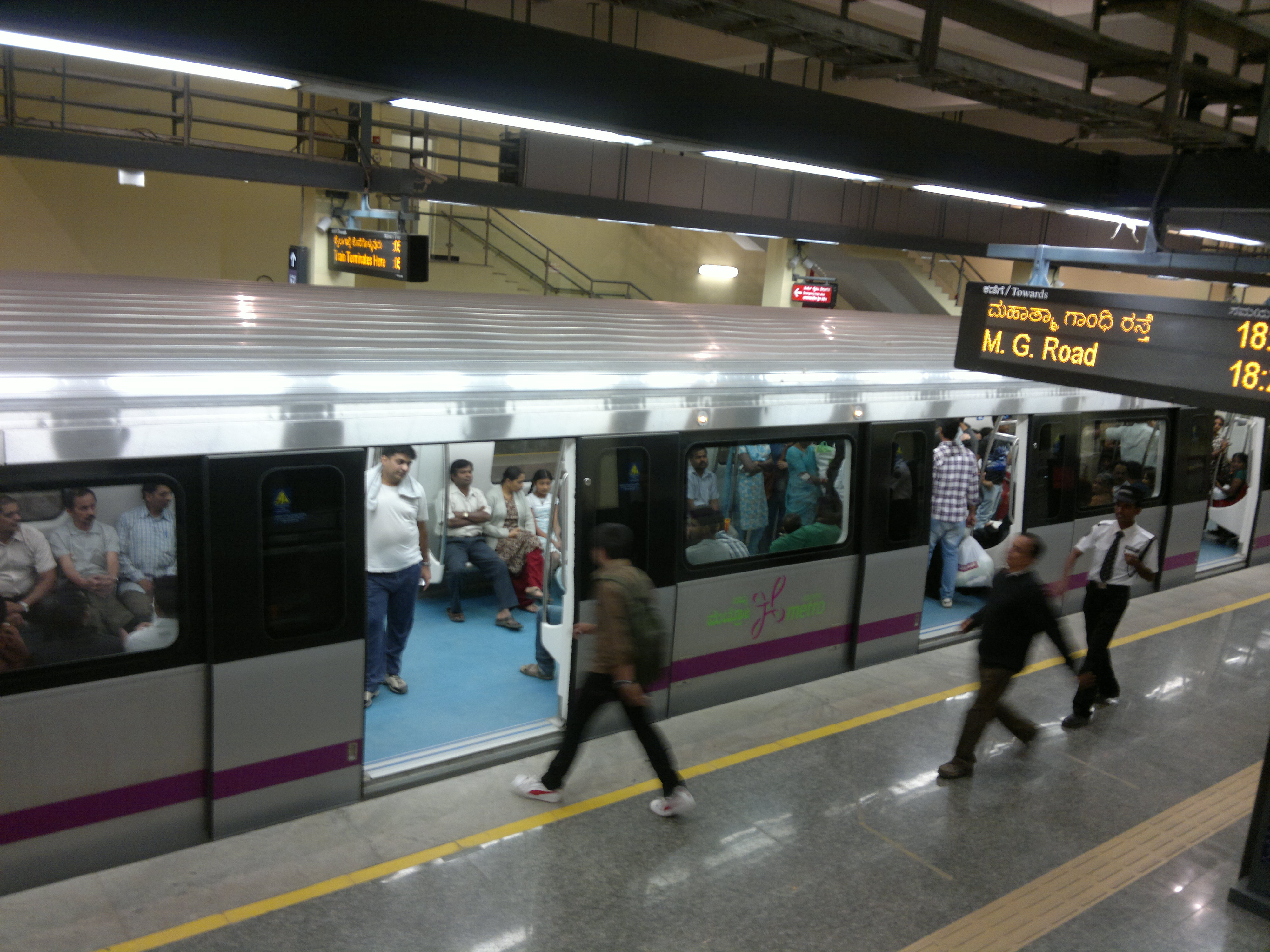
ドアは外吊り式
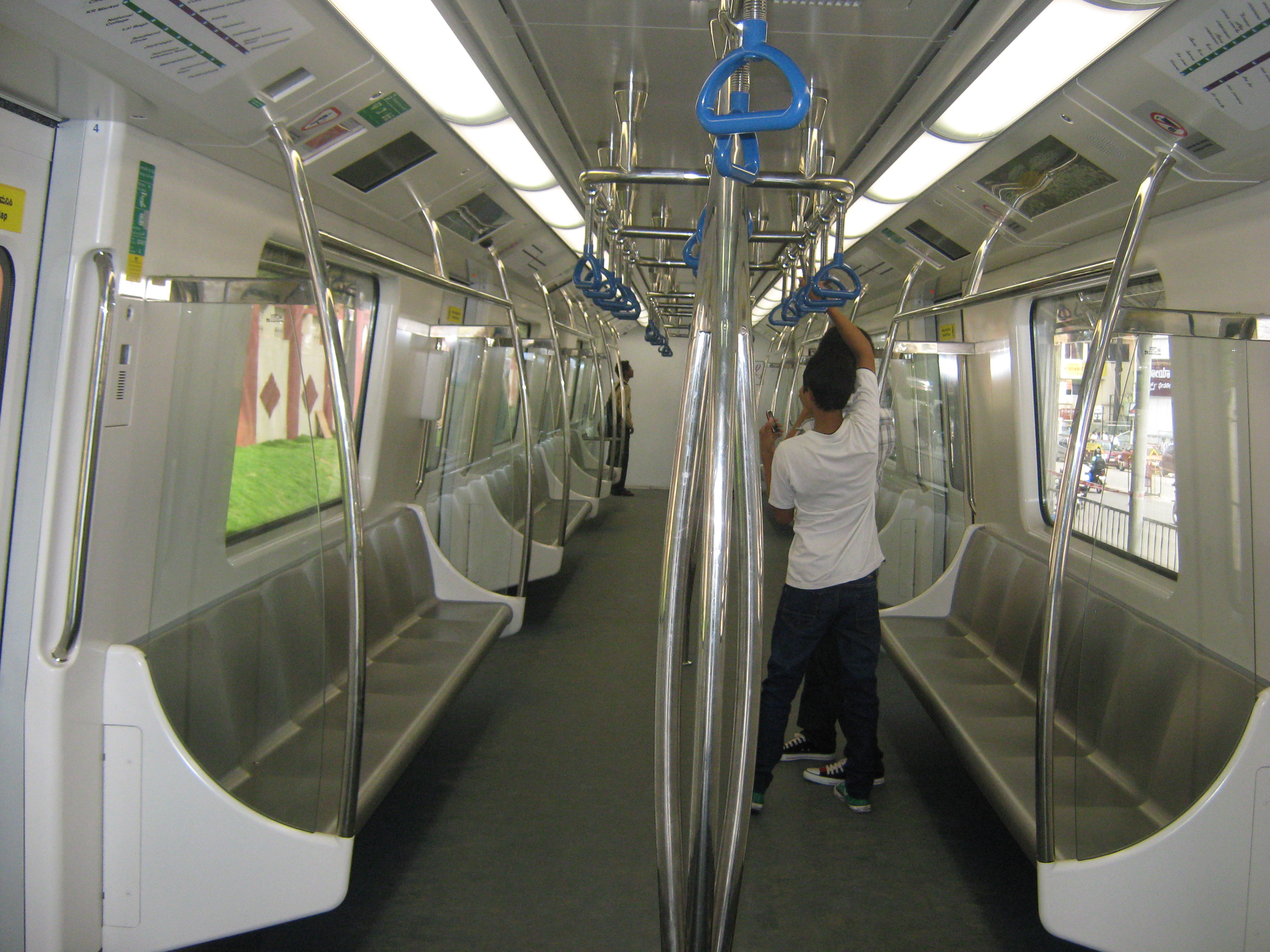
車内はロングシート
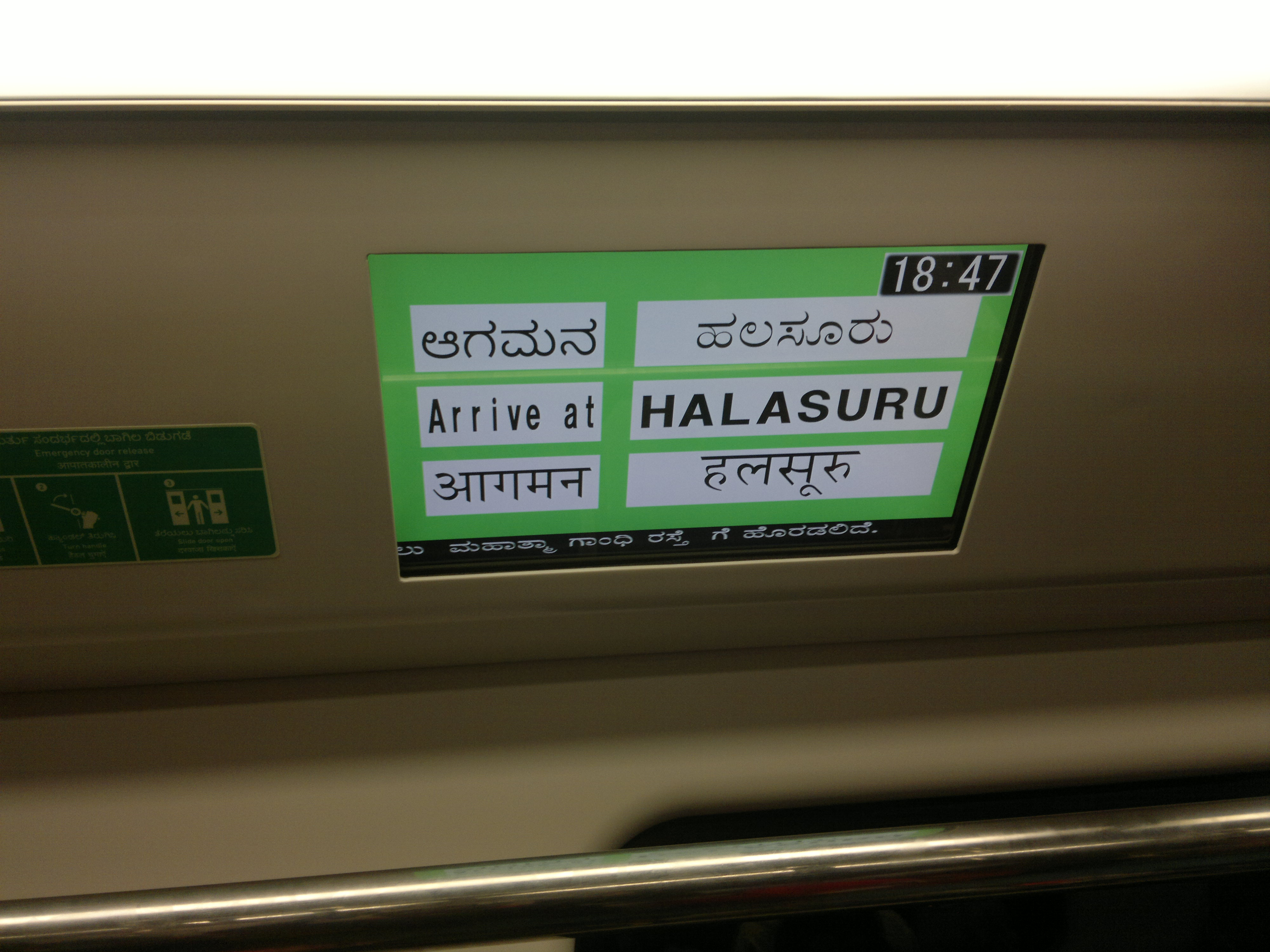
車内の案内装置。複数の言語を併記する。
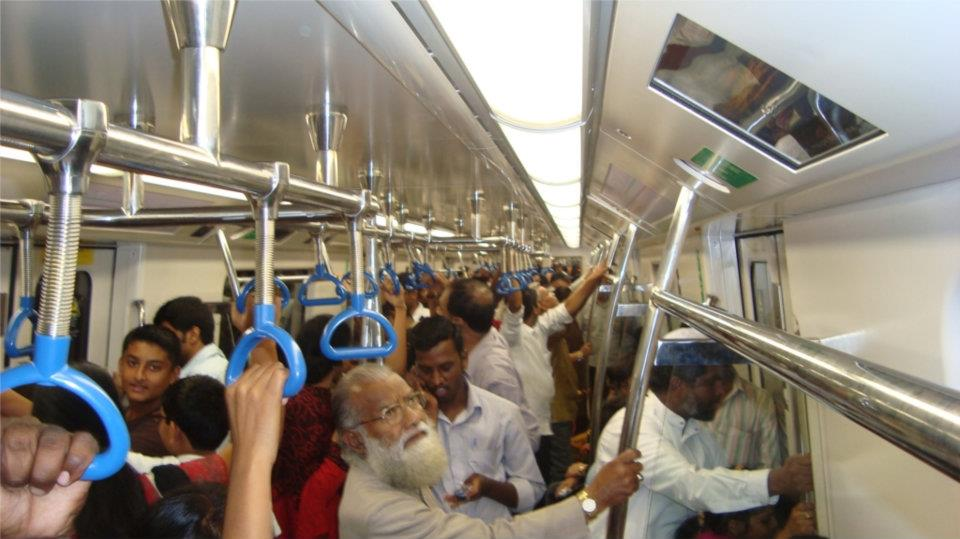
混雑する車内。つり革と多数のポールが設置されている。
ドア付近にはドアコックと非常通話装置が設置されている。

### 電化方式
電化設備は直流750Vの第三軌条方式で、線路脇のレールから車両に供給される。2009年12月、ABBグループがフェーズ1の区間にこのシステムを納入することが決まった。ABBは機器の設計、供給、設置、4つの変電所の管理の委託を受けている。ABBはこれに加えてシステムを集中管理するSCADA (Supervisory Control And Data Acquisition)を納入している。

## 保安設備
中央指令室 (integrated control centre)  は Byappanahalli 駅構内に設けられており、列車や各駅に指令を出すことが出来る。緊急事態になった時に乗客は乗務員と音声による会話が出来るようになっている。
2009年9月、アルストムグループと Project India Limited が率いるコンソーシアムは563クローネ（56億3千万ルピー）でフェーズ1で建設される区間の信号設備等の納入契約を落札した。内容はシステムの設計、供給、作成、設定、テストおよびシステムの管理である。この契約には200個のATC（Automatic Train Control 日本のATCと同様のものかは不明）のシステムの納入が含まれている。ATCは運行時の安全性を挙げるだけでなく、柔軟な運用を可能にし、乗り心地も良くなる

### 設備とサービス
全ての列車でWi-Fiによる公衆無線LANが使用でき、ノートパソコンやタブレットを使ってインターネットを利用することが出来る。これはインドの地下鉄では初の試みである。非常時には乗務員と会話が出来るようなシステムが備わっており、非常時にはボタンを押すことで指令室や乗務員と通話できる。
各駅にはAED（Automated External Defibrillator, 自動体外式除細動器）が設置される予定である。AEDの設置によって利用客の突然の心停止による死亡を防止することが期待されている。
AEDの設置にあたり、BMRC職員達に対する機器の使い方に関する教育がおこなわれる予定である。機器の製造はインドの会社、Optp Circuits Ltd が行う。

### 安全性
脱線防止
脱線を防止する構造は2つある。BMRCは車輪が軌道から外れることを防ぐ脱線防止ガードを設置した。少しの脱線ならば、この脱線防止ガードとレールの狭い間を車輪が通る。これにより脱線した列車の進行を妨げ、横転・転覆などの重大事故を防止する働きもある。2つ目として、脱線してしまった車両が高架橋から落下するという事態を避けるために、高架橋の側面にはコンクリートの壁を連続して配置した。
事故防止
BMRCLはAutomatic Train Protection System を設置している。もしも列車前方に物体やほかの列車があった場合、運転士がブレーキをかけなくとも、システムが自動でブレーキをかけて停車させる 。列車がスピードを出し過ぎていると判断した場合にもブレーキがかかる 。
地震対策
高架橋を支える柱は100年から120年の寿命で設計されている。柱は破壊、温度、風、圧力、疲労などの検査を受けている。インドはインドプレートの上にある国で、巨大な地震がたびたびおこることで知られる。メトロについても地震についても考慮されている。地震についてはen:Earthquake hazard zoning of India (意訳：インドの地震ハザードマップ) のゾーン3 (zone 3) に相当するものを考慮している。このマップではゾーンは1から5までの5段階に分けられ、数字が大きくなるほど地震に対するリスクがある。ちなみにベンガルールはゾーン2であり、メトロはそれよりも安全に考慮したものとなっている。メトロの構造物である柱やコンクリートは通常のものよりも10%以上厚みのあるものを使っている。
テロ対策
2011年現在、メトロでは個人の持ち物について大きさが60cm x 45cm x 25cmを超えるもの、もしくは重さ15kgを超えるものについては原則車内への持ち込みを認めていない。この大きさ以内であっても危険物については認められない。具体的には石油類などの可燃性の液体や個体、毒物などが該当する。現在、手荷物についてはBMRCLから委託された警備会社が行っている。将来的には各駅に2台もしくは3台のスキャナを設置する計画がある。各プラットホームには警備員が配置され、写真撮影は厳しく制限される。

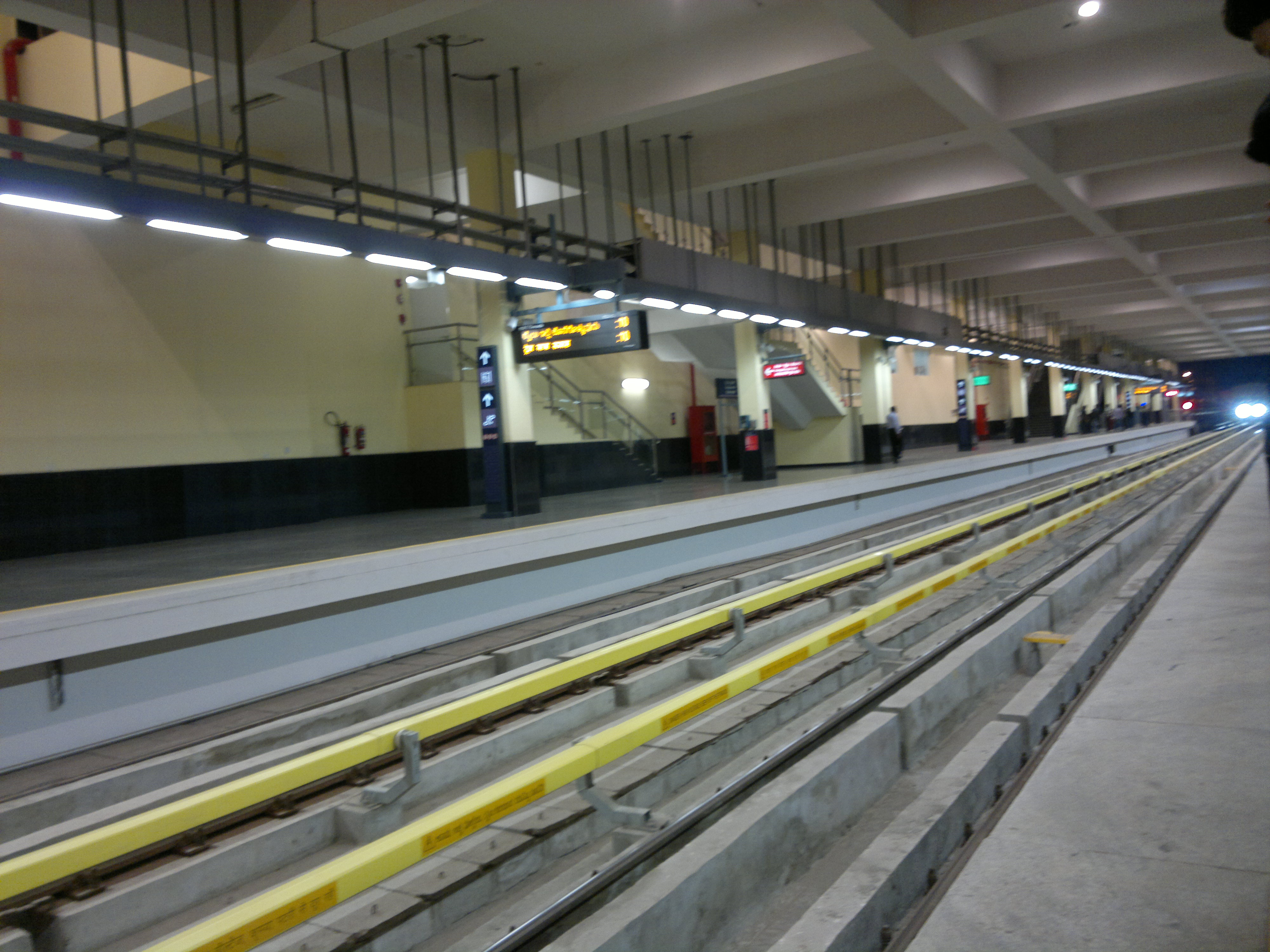
直線部にも設置されている脱線防止ガード
インドの地震ハザードマップ
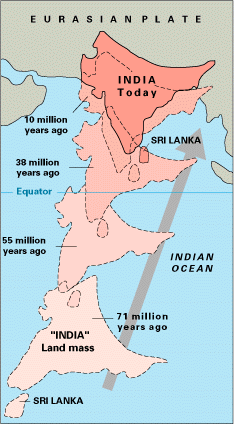
インド大陸の動き。プレートの運動によるものである。
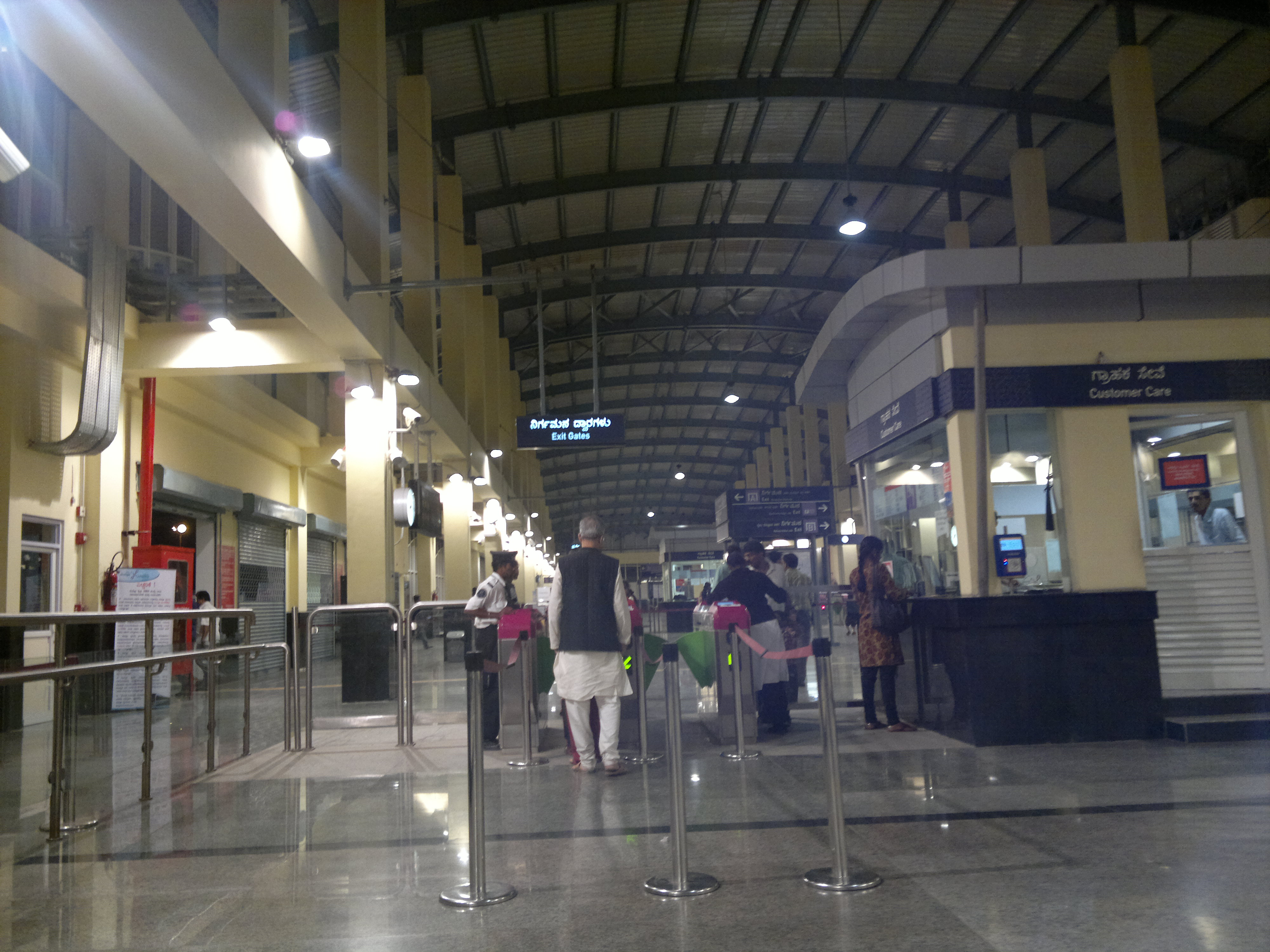
自動改札機と保安官

## 雨水の収集
BMRCLではメトロの高架橋上を使って雨水を集めようと計画している。このプロジェクトには民間企業の参加のもとで行われる。メトロの高架橋は平均28m間隔でコンクリートの柱（桁）で支えられている。柱には集水用のパイプが設置されており、計画では毎年6月から11月までの雨をあつめるという。BRMCLの言い分では高架橋の清掃を定期的に行うことで、水は汚染されないだろうといっている。車両から漏れる油による汚染については、車両の構造上漏らさないので大丈夫だとしている。
BMRCLではPeenya（ベンガルール市内の工業化が進んでいる地区）にある140エーカー (約56 ha)の基地のうちの19万平 方フィート (約1.7 ha)を使って5万 Lのタンクを2基し、そこに貯水するという計画もある。もしくは各駅の地下を利用し貯水するということも考えられている。これらの水は水を必要とする場所へ供給されるか、地下水の補充用としても考えられている
この計画に参加する民間企業には貯水タンクの位置の選定、集めた水を飲用可能なレベルに浄化し、期限内に大部分の消費者に渡すことが求められる。契約では15年以内に雨水の集積・加工・販売の仕組みを計画し整えなくてはならない。
Karnataka Rural Infrastructure Development (KRIDL)はこのプロジェクトに名乗りを上げている。この会社は年間80万リットルの水を集める能力があるとみられている

## 乗車券と運賃
現行区間の最低運賃は10ルピー、最高運賃は15ルピーである。
メトロの乗車券はいずれもICチップを内蔵したもので仕組みとしては日本のSuica やPasmo と同じである。使用方法も同じで改札口で改札機にかざして入場する。片道移動のときはICチップ内蔵の代用貨幣 (token, トークン) が発行され、下車駅の改札で回収される。ICチップを内蔵したカード、Contactless smart card というのもある。
カードの種類は以下の4種類ある。
- Varshik … 値段は100ルピー、1年間有効で15%割引の運賃で利用できる。別途運賃を入金（チャージ）しなければならない。残額が少なくなったら適宜チャージする。
- Sanchar … 値段は
- Saral …　値段は70ルピー、1日有効でメトロの他にBengaluru Metropolitan Transportation Corporation (略:BMTC 意訳：ベンガルール都市交通会社)が運営する非冷房のバス (non A/C bus)にも乗車できる。
- Sarag … 値段は110ルピー、前述のSaraiに加えてBMTCの冷房バスにも乗車できる1日乗車券。

ICカードの通信規格にはNXPセミコンダクターズ (NXP Semiconductors) が開発したMIFAREを採用しており、改札でかざすだけで自動的に運賃が差し引かれる。

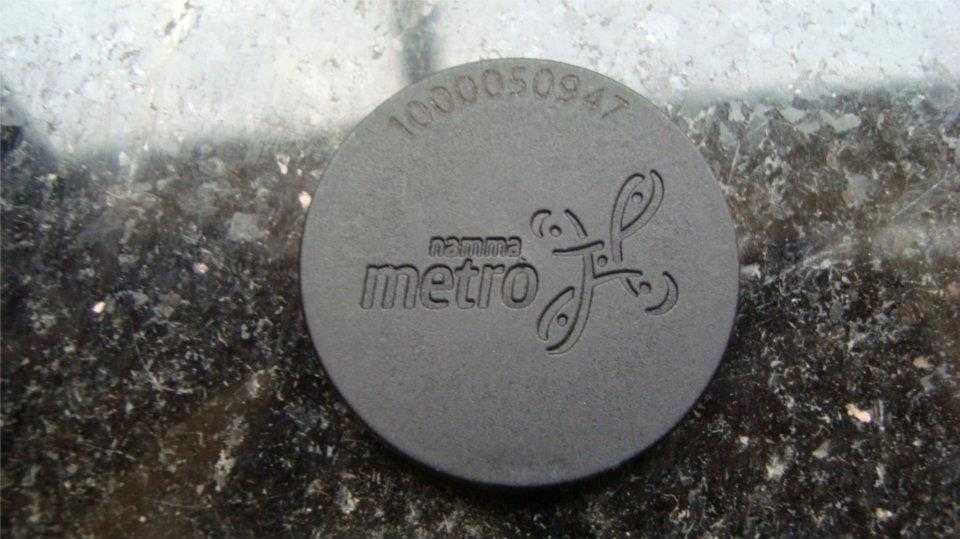
乗車券は代用硬貨、トークンを使う。
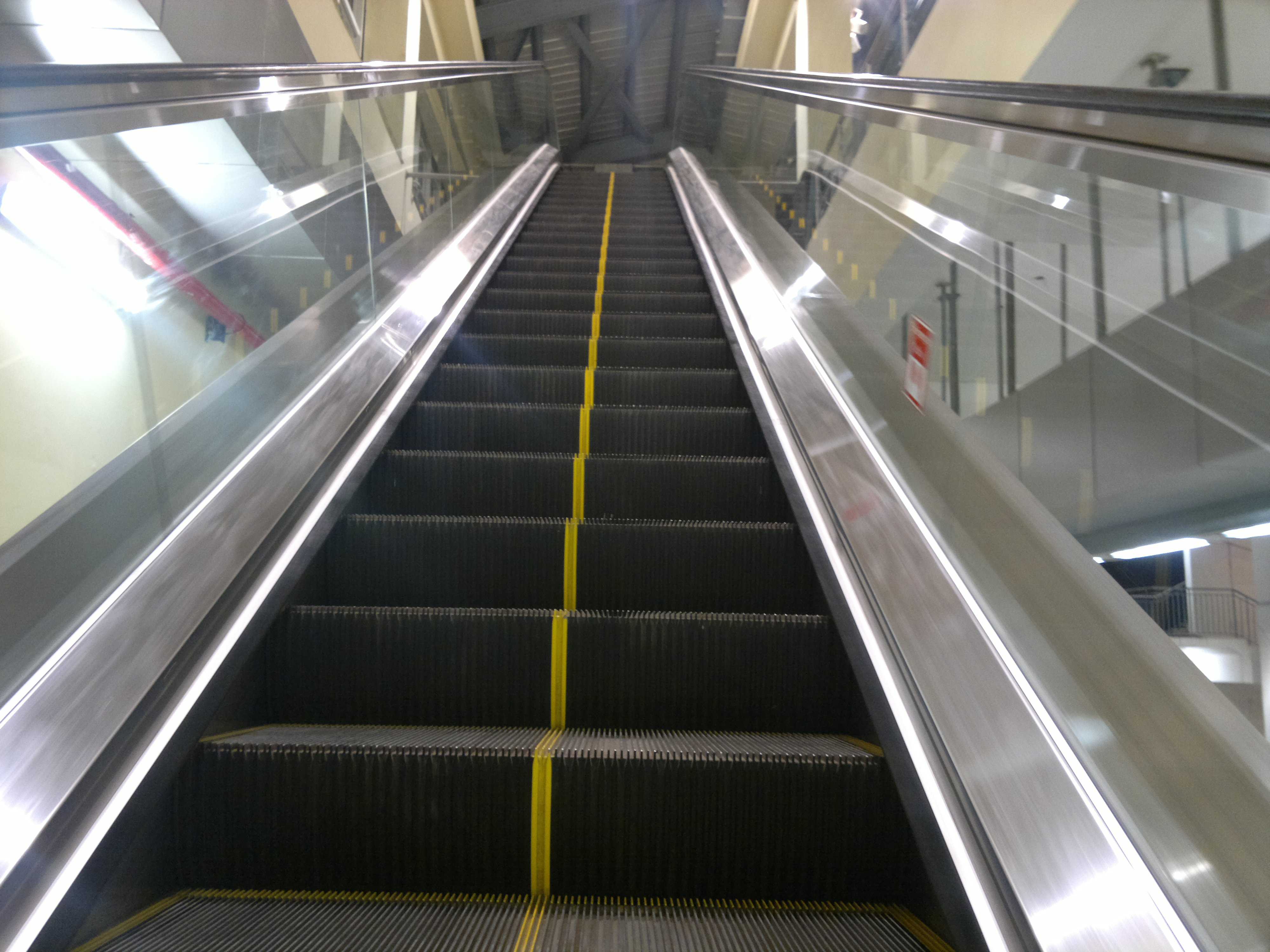
中心部分を強調したエスカレーター。各駅に設置されている。
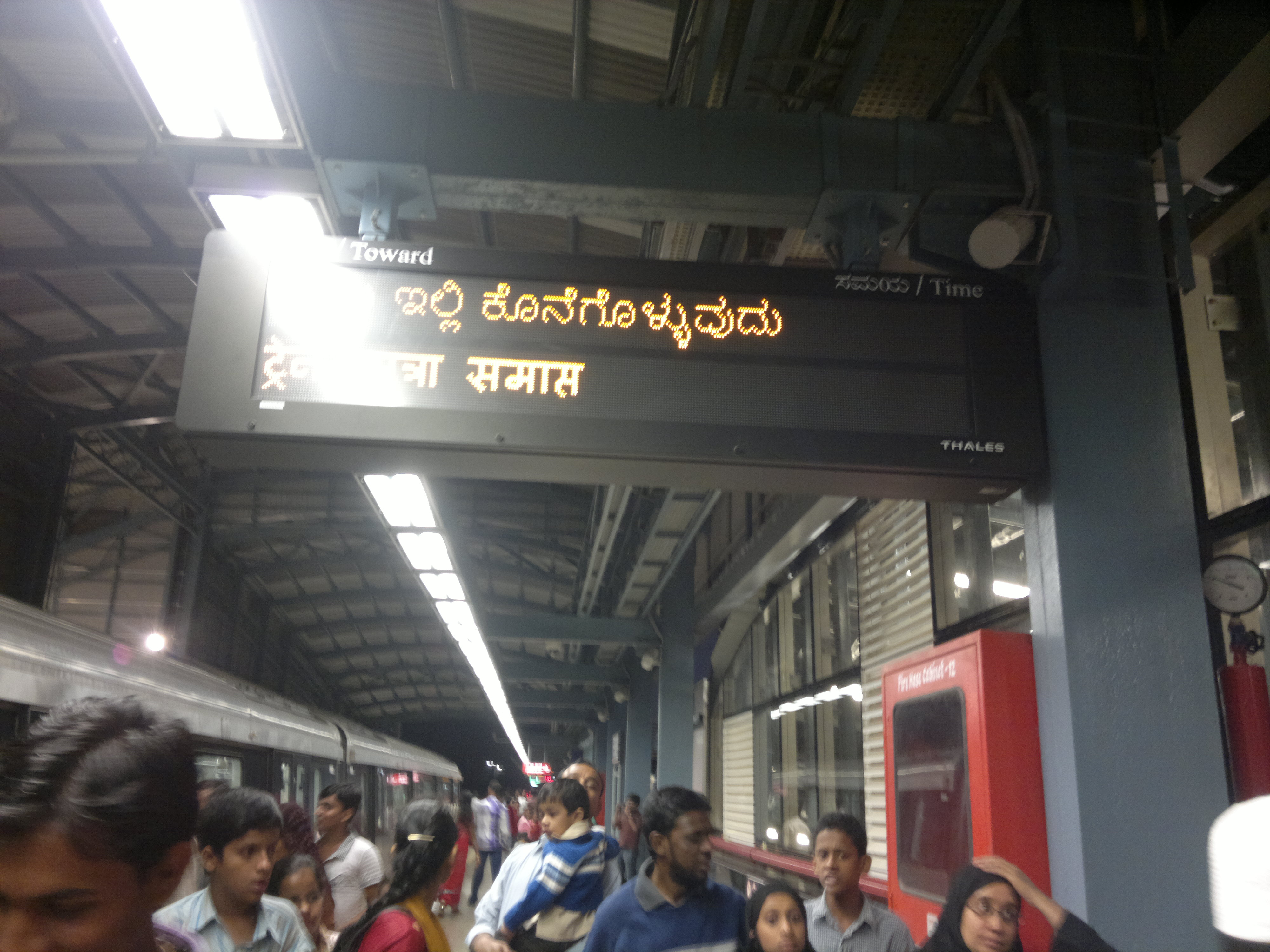
案内表示は充実。画像は発車標。

## 運転間隔
メトロの運転時間は6時から22時（午後10時）までとなっており、6時から8時までが15分間隔、8時から20時（午後8時）までが10分間隔、以後終電まで15分間隔となる。2021年までに運転間隔を3分毎まで増発する予定である。

## 事故
2012年3月5日20時30分過ぎ、MG Road駅にて16歳の少年が列車に身を投げて死亡した。これはメトロ開業以後最初の死亡事故である。